# Lípa na návsi v Malonicích
Lípa na návsi v Malonicích je památný strom ve vsi Malonice, severozápadně od Sušice. Dutá lípa velkolistá (Tilia platyphyllos) roste na návsi u odbočky na Velhartice, v nadmořské výšce 620 m, její stáří je odhadováno na 300 let. Obvod jejího kmene měří 737 cm a koruna stromu dosahuje do výšky 23 m (měření 1998). Ve výšce 2 m se kmen dělí na dvě hlavní větve. Větve i kmen jsou duté, koruna je stažena lany. Lípa je chráněna od roku 1978 pro svůj vzrůst, věk a jako krajinná dominanta.

## Stromy v okolí
- Buk v Jindřichovickém zámeckém parku
- Dub u Malonic
- Javor stříbrný v Jindřichovickém zámeckém parku
- Jindřichovická lípa v zámeckém parku
- Lípa velkolistá v Jindřichovickém zámeckém parku
- Malonická lípa
- Tajanovská borovice
- Velhartické lípy
- Nemilkovský dub
- Chrástovský dub
- Dub u Dvora
- Skupina javorů klenů v Jindřichovickém zámeckém parku

## Galerie

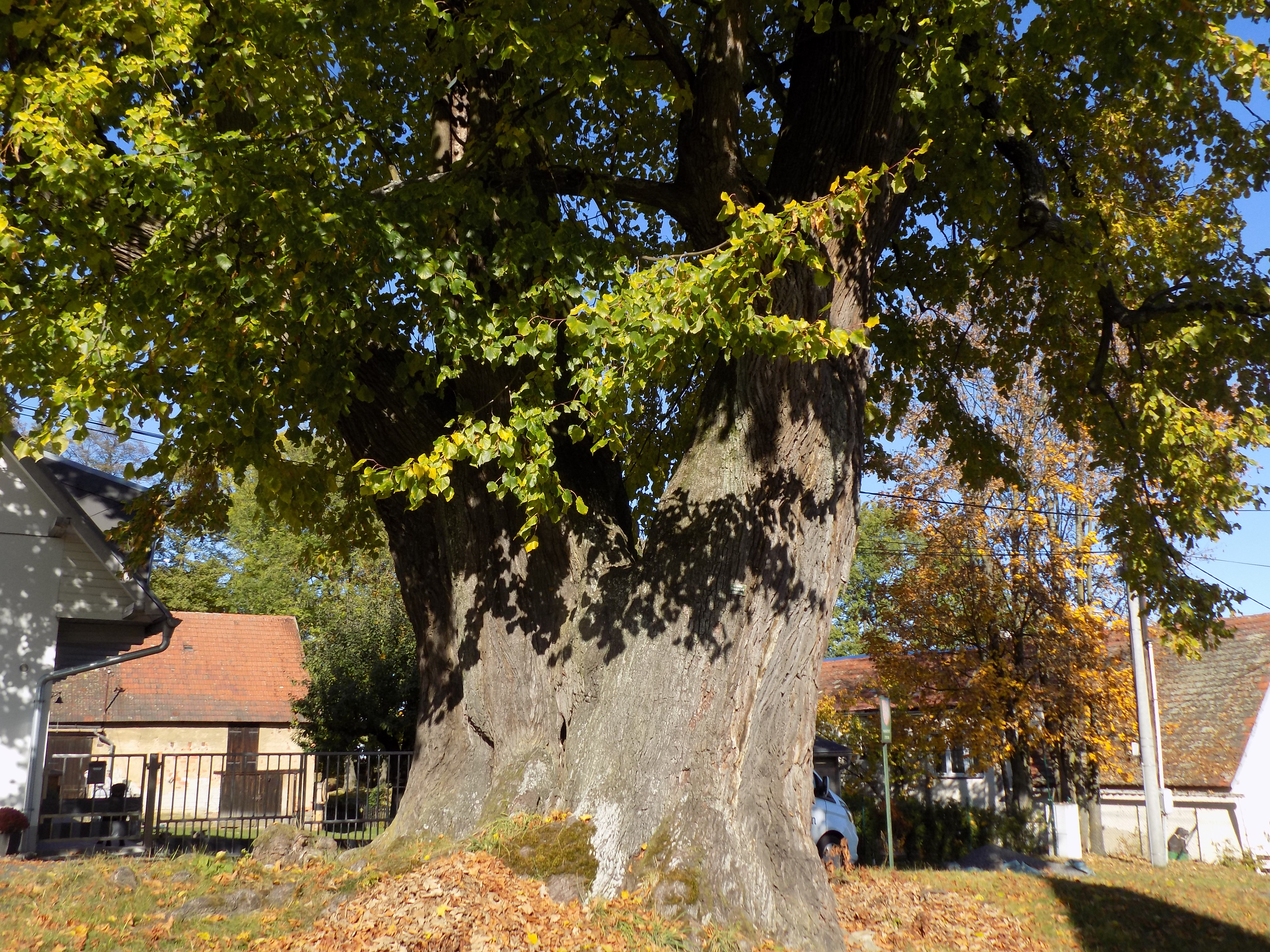
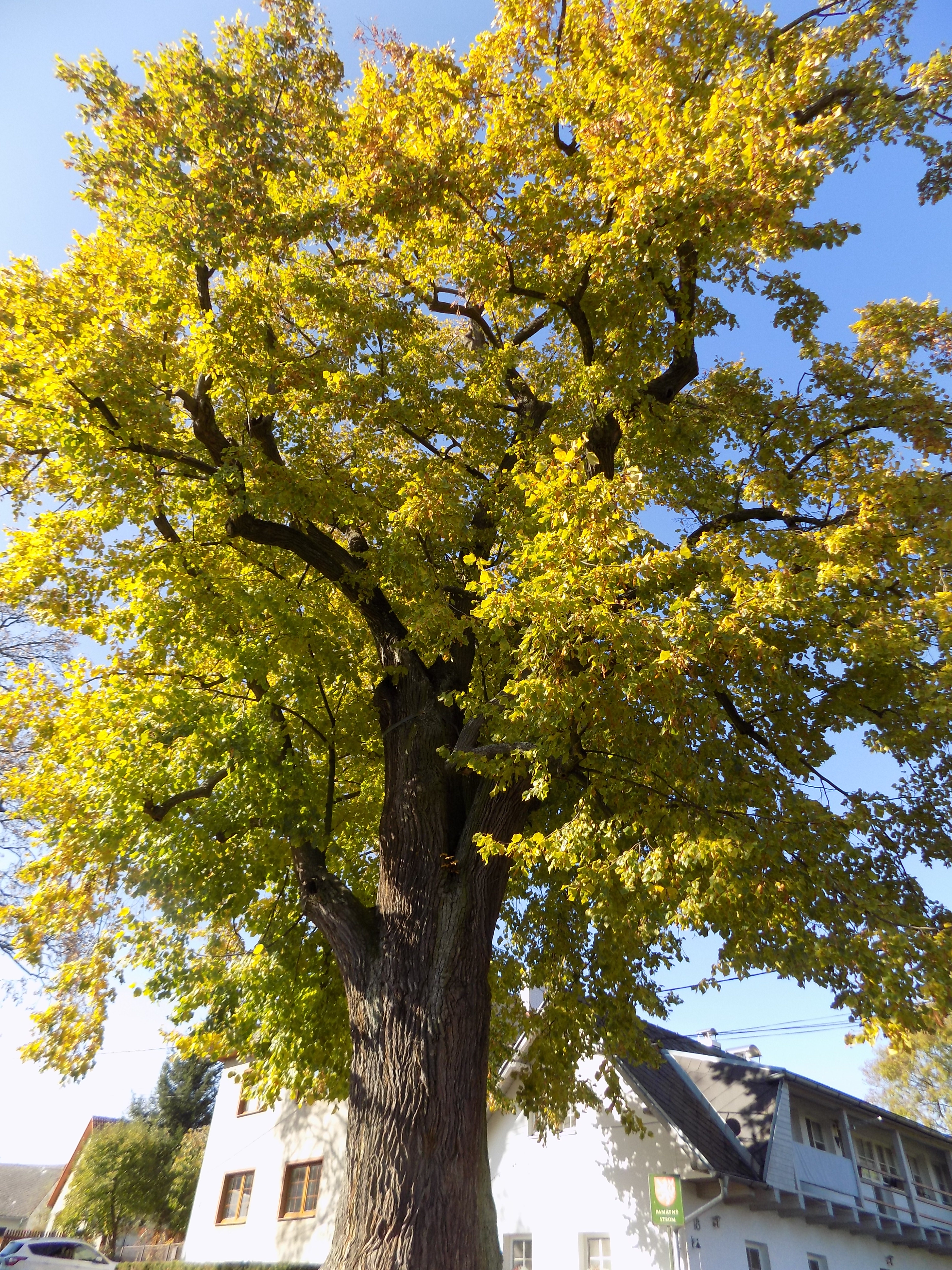
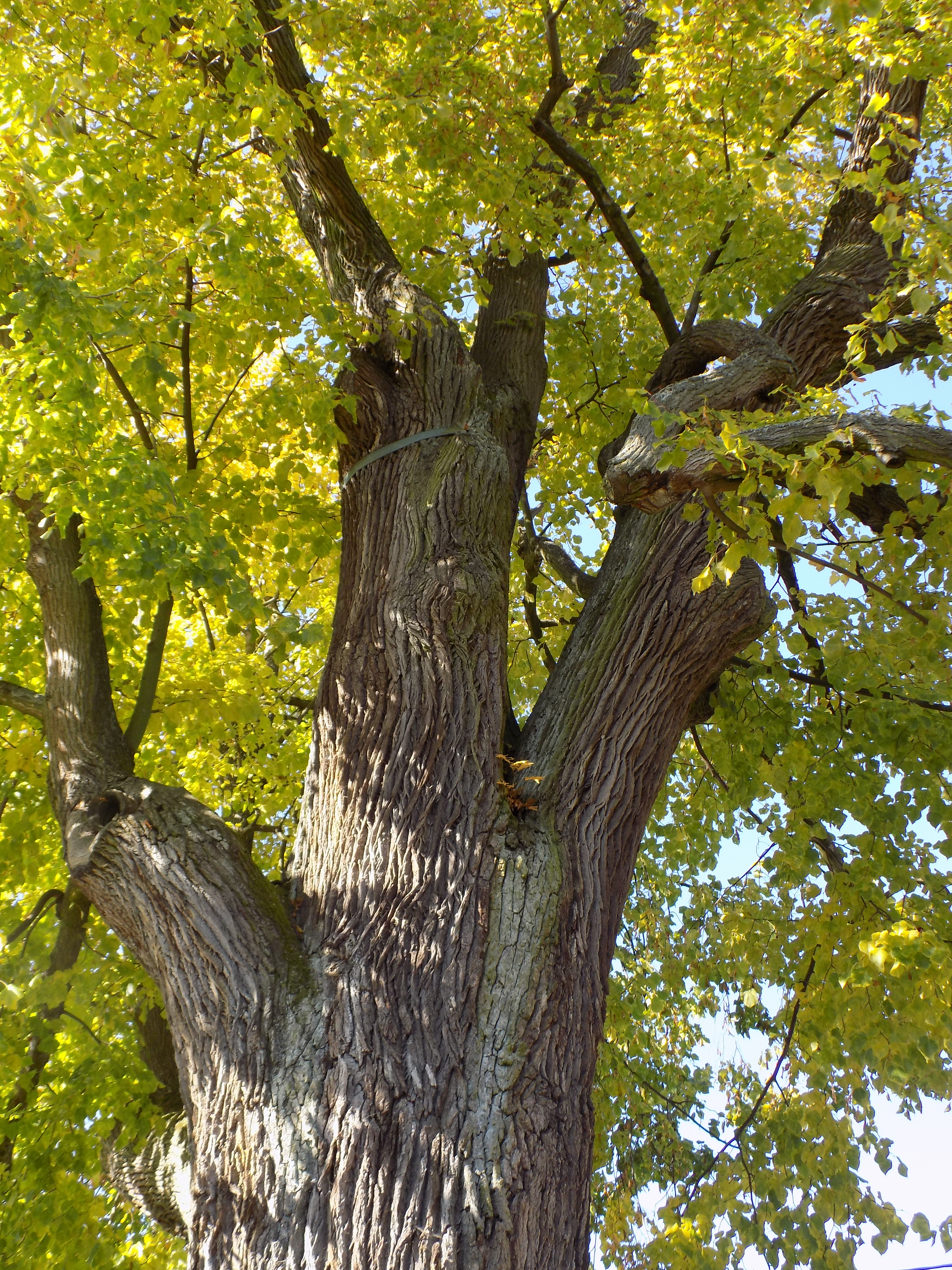
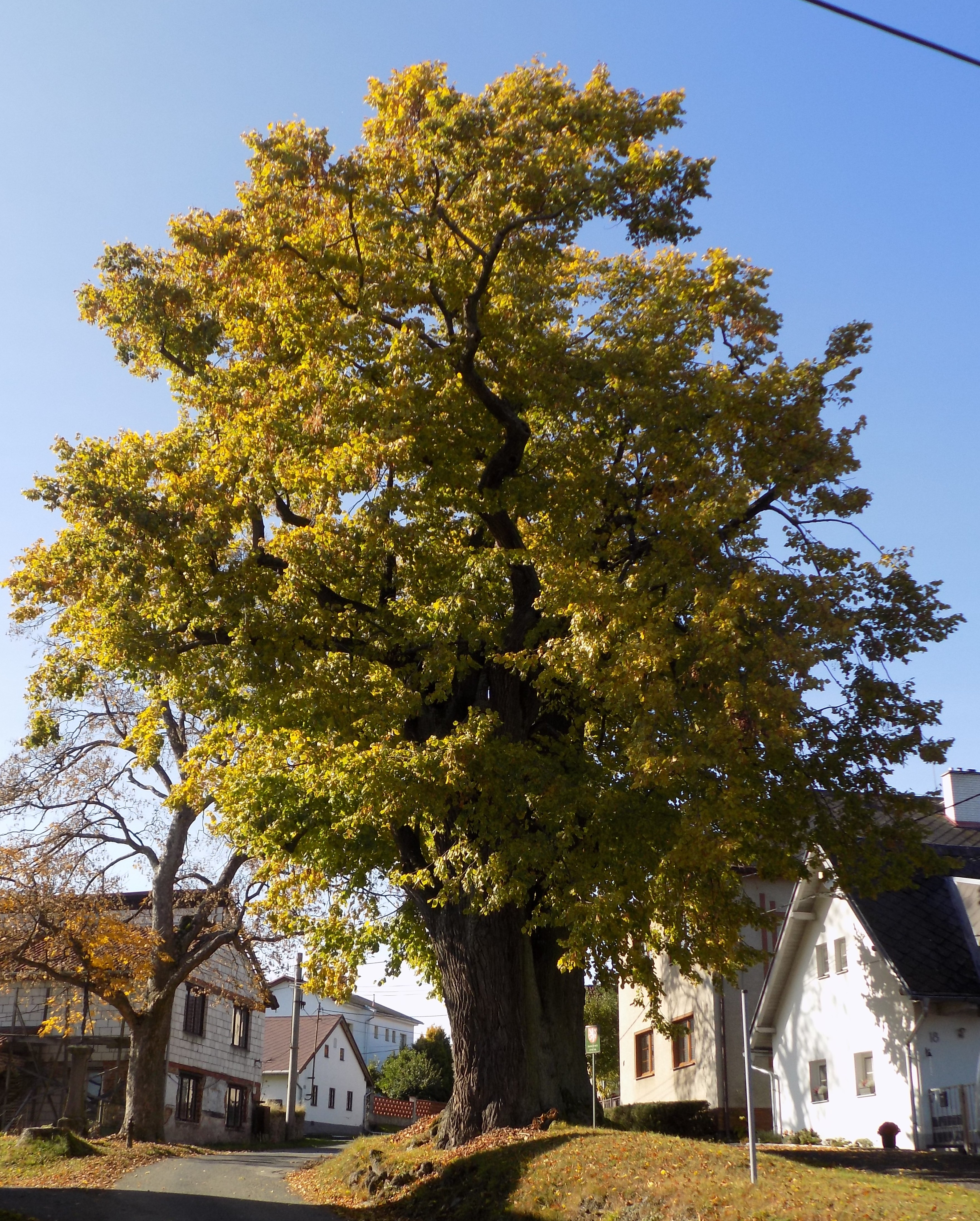